# Georges Feydeau
Georges Feydeau (8. prosinca 1862. – 5. lipnja 1921.) veliki francuski komediograf i majstor vodvilja, nasljednik je »kralja vodvilja« Eugènea Labichea, ali na stanovit način i samoga Jeana-Baptistea Poquelina, poznatijega pod imenom Molière. Otkačeno duhovite i virtuozno napisane Feydeauove tekstove obožava publika u cijelome svijetu, pa predstavljaju čvrsta uporišta svih ambicioznijih suvremenih kazališnih repertoara. Njegovo je kazalište blisko farsi, prepuno bučne komike, nevjerojatnih zapleta i apsurda. Vrijednost opusa je u strogoj logici, vrtoglavoj brzini promjena, ali i smislu za pojedinca.

## Najpoznatija djela
- Krojač za dame
- Lenta
- Idemo u lov
- Pobrini se za Ameliju
- Buba u uhu